# Upprättelsepartiet
Upprättelsepartiet (日本維新の会, Nippon ishin no kai) är ett ultranationalistiskt japanskt parti, bildat den 17 november 2012 genom samgående mellan två partier ledda av Tōru Hashimoto och Shintarō Ishihara.
Partiets krav på militär upprustning och tuffare utrikespolitik gentemot Kina, gick hem hos väljarna. I parlamentsvalet den 16 december blev Upprättelsepartiet Japans tredje största parti.